# لورني غريني
لورني غريني (بالإنجليزية: Lorne Greene) مواليد 12 فبراير 1915 في أوتاوا - الوفاة 11 سبتمبر 1987 في سانتا مونيكا، الولايات المتحدة، هو ممثل كندي بدأ مسيرته الفنية عام 1939.

## وصلات خارجية
- لورني غريني على موقع IMDb (الإنجليزية)
- لورني غريني على موقع ميتاكريتيك (الإنجليزية)
- لورني غريني على موقع روتن توميتوز (الإنجليزية)
- لورني غريني على موقع مونزينجر (الألمانية)
- لورني غريني على موقع ميوزك برينز (الإنجليزية)
- لورني غريني على موقع تيرنر كلاسيك موفيز (الإنجليزية)
- لورني غريني على موقع أول موفي (الإنجليزية)
- لورني غريني على موقع قاعدة بيانات برودواي على الإنترنت (الإنجليزية)
- لورني غريني على موقع إن إن دي بي (الإنجليزية)
- لورني غريني على موقع أول ميوزيك (الإنجليزية)